# Albert Edwin Roberts
Albert Edwin Roberts nebo také Bert Roberts (26. února 1878, Birmingham – 24. července 1964, Ipswich, Queensland) byl australský fotograf a kouč. Renesanční muž, který se zajímal širokým rozsahem předmětů, a pořídil mnoho fotografií každodenního života kolem Ipswiche v Queenslandu na počátku 20. století.

## Život a dílo
Od začátku 20. století tvořil svá díla především v queenslandském Ipswichi. Více než tisíc skleněných desek z jeho díla je součástí sbírky A E "Bert" Roberts plate glass photo collection, kterou vlastní Queenslandské Muzeum.

## Galerie

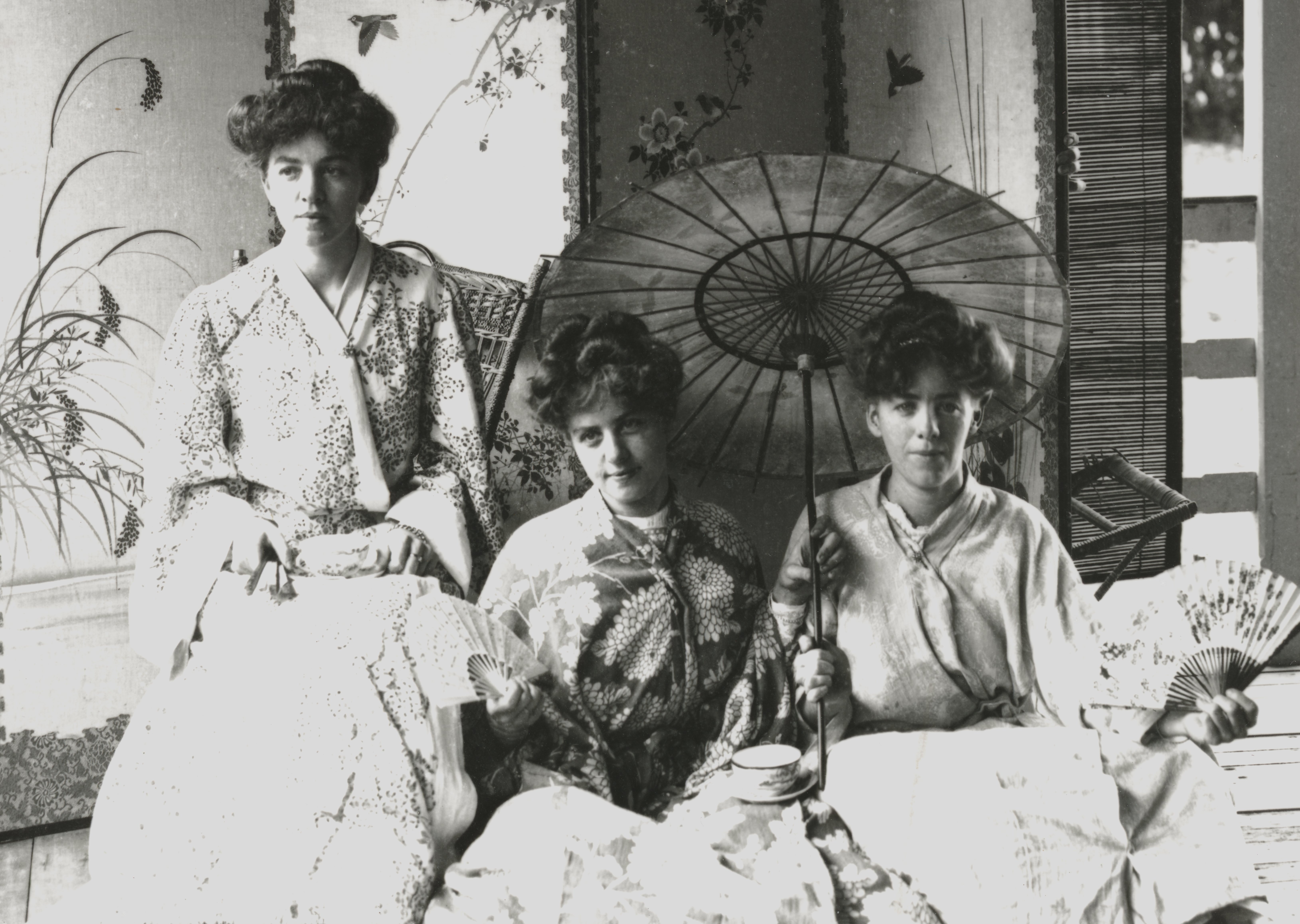
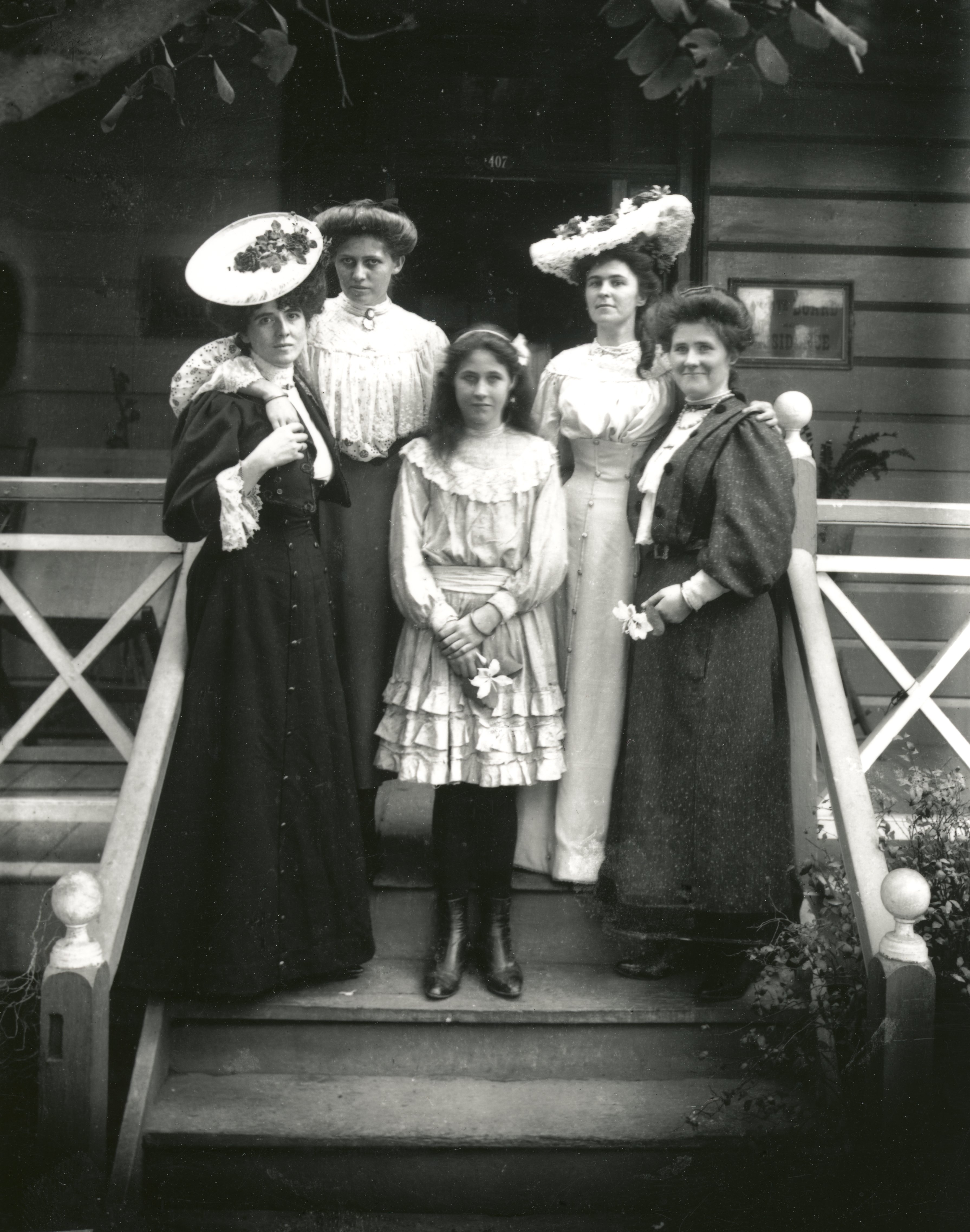
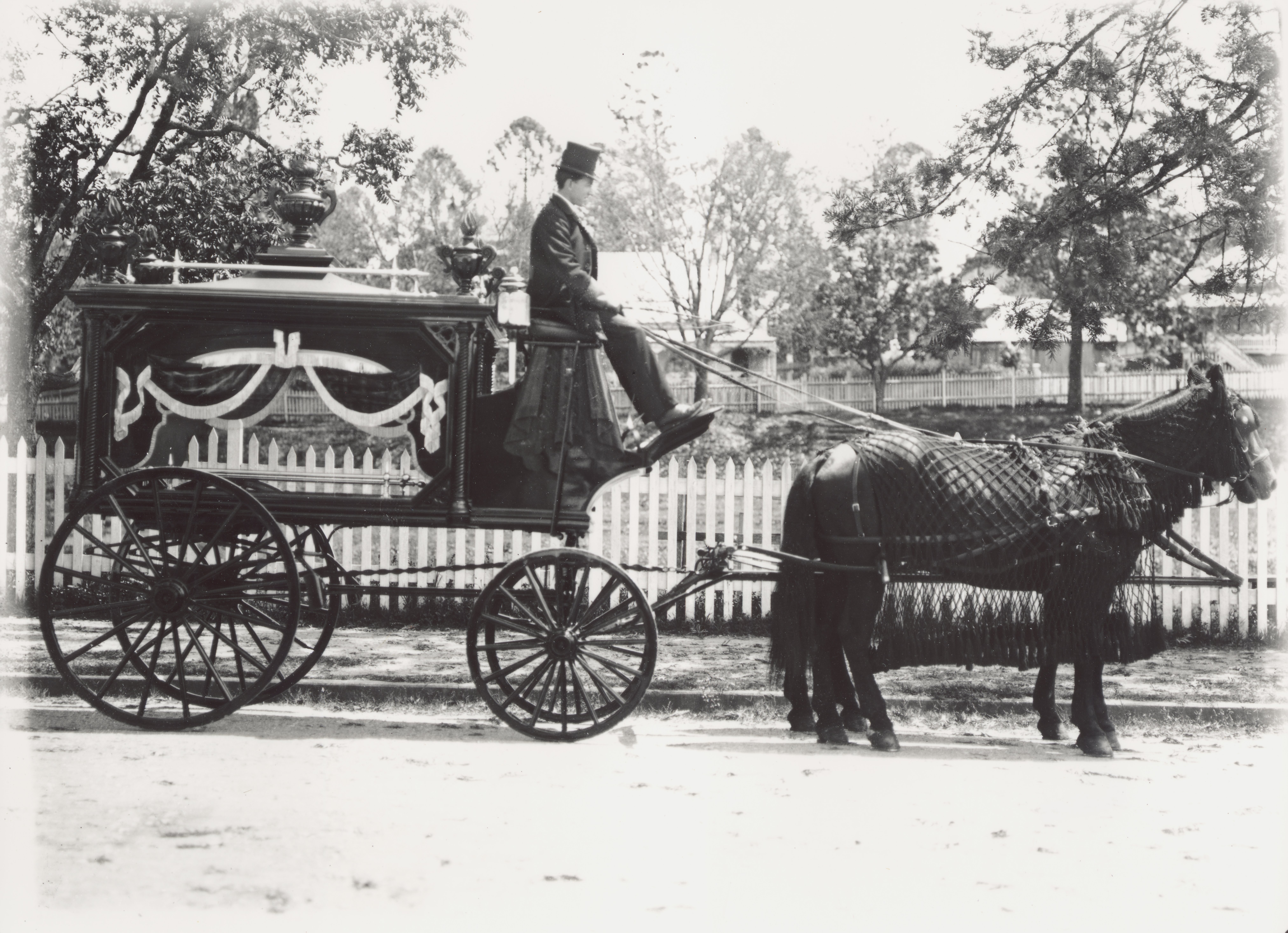
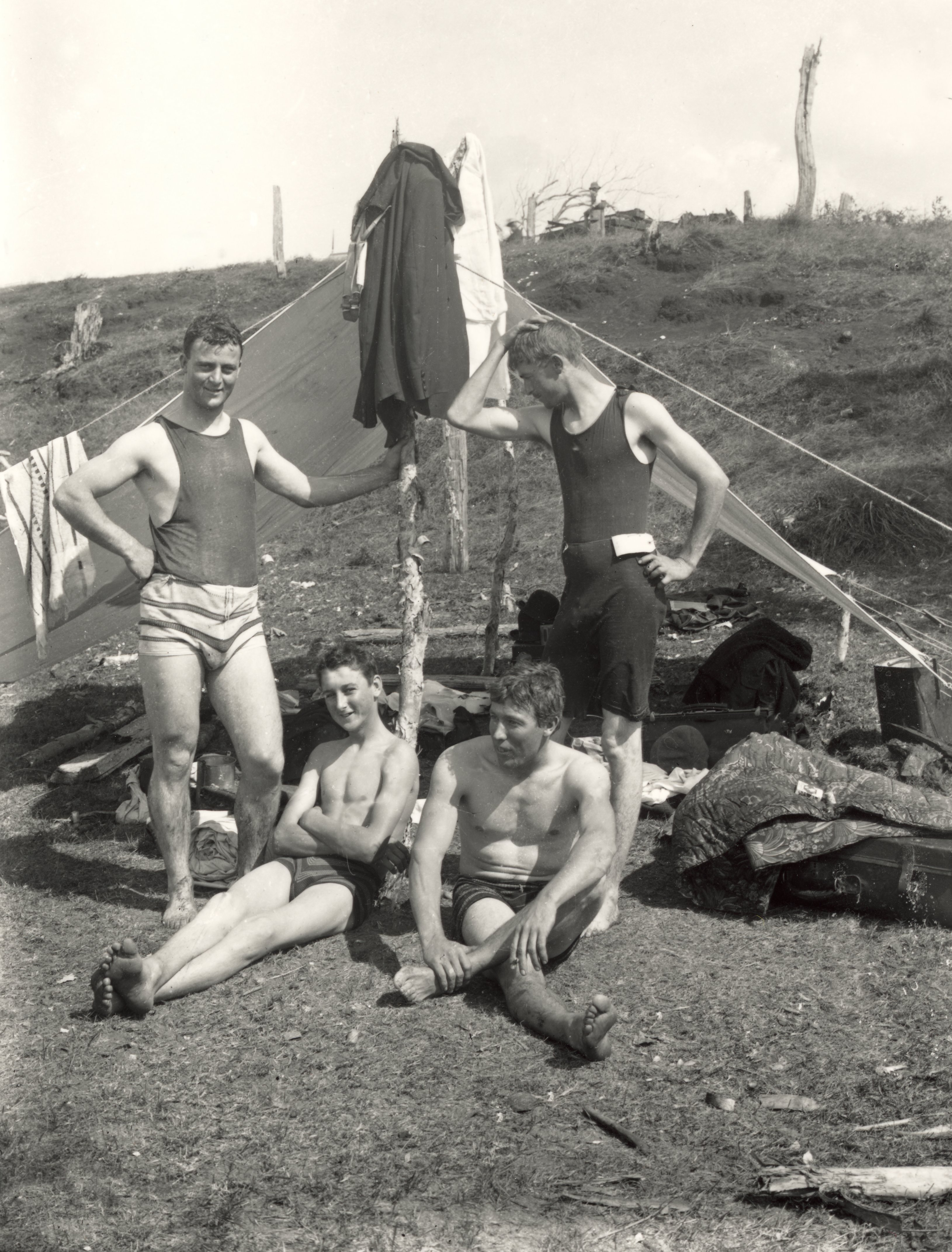
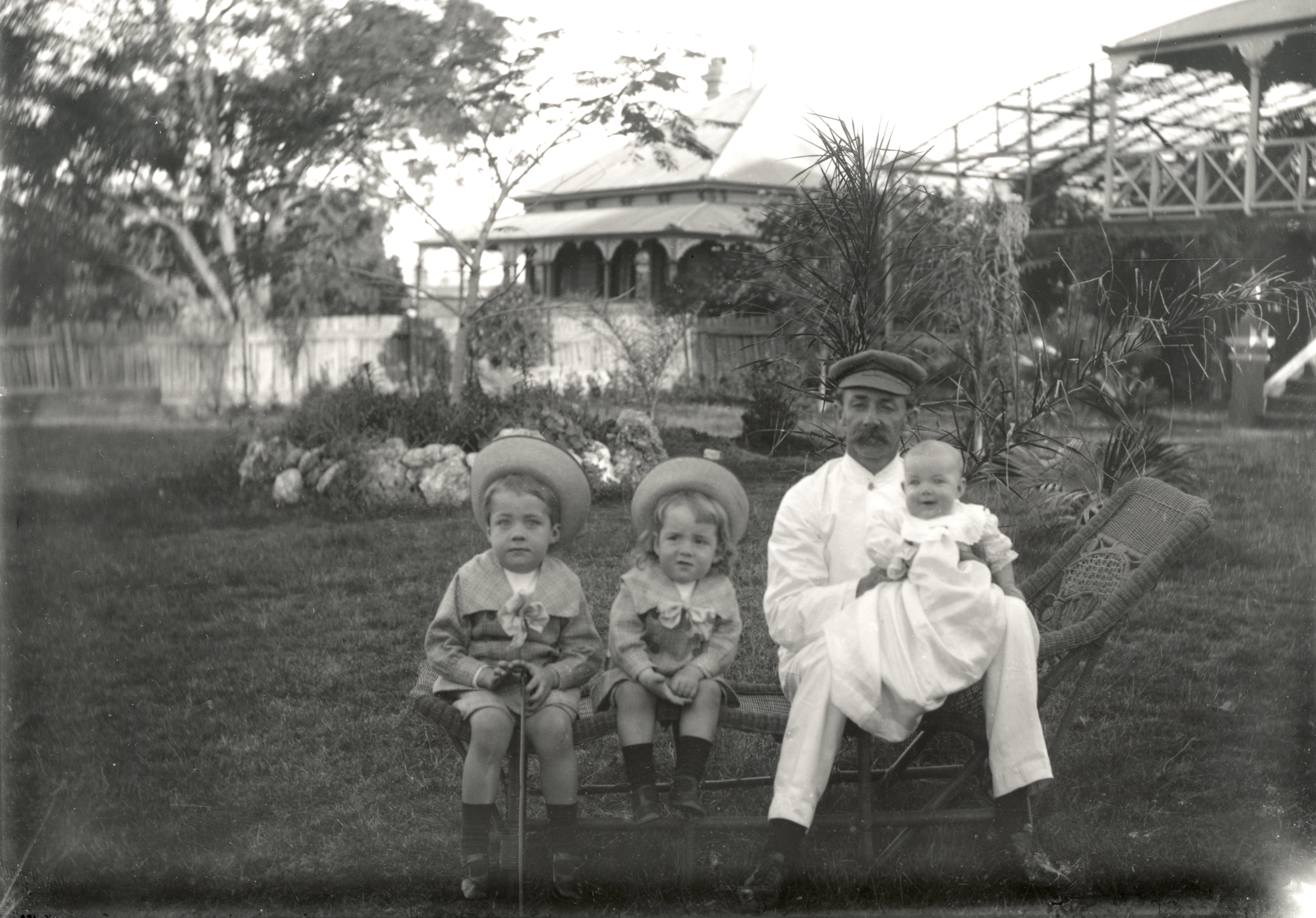
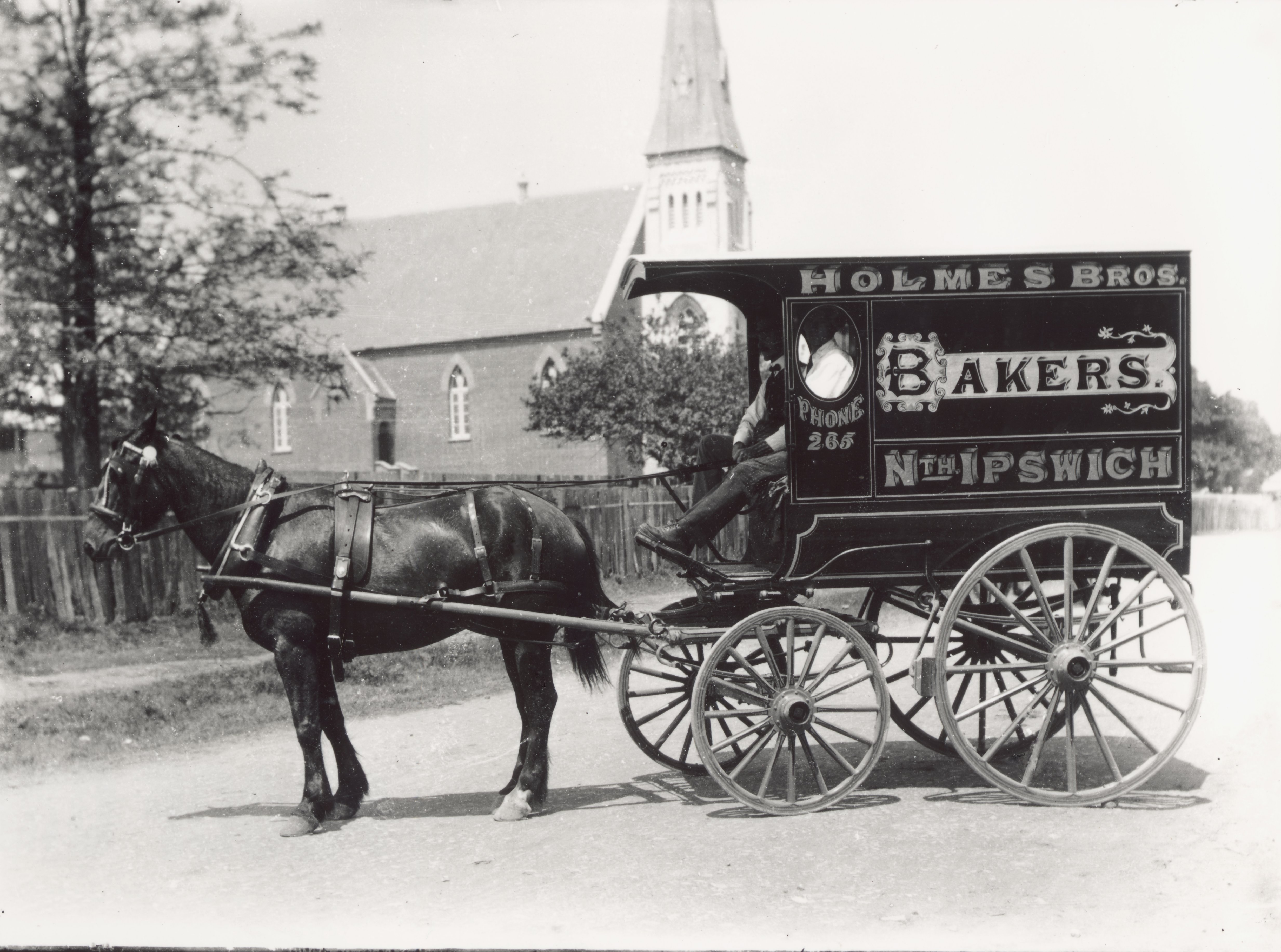